# Brian Schatz
Brian Emanuel Schatz (ur. 20 października 1972 w Ann Arbor) – amerykański polityk.

## Życiorys
Urodził się 20 października 1972 w Ann Arbor. Ukończył Pomona College, a następnie pracował jako nauczyciel i zasiadał w legislaturze stanowej Hawajów. W latach 2010–2012 był wicegubernatorem tego stanu. W 2012 roku wygrał wybory uzupełniające do Senatu (z ramienia Partii Demokratycznej), mające obsadzić wakat po śmierci Daniela Inouyego.